# Synchronní sériová komunikace
Synchronní sériová komunikace (anglicky Synchronous serial communication) je v informatice druh sériové komunikace, při které dochází k synchronizaci vysílače a přijímače. K synchronizování dochází korekcí hodin přijímače pravidelnými signály na datové lince nebo sdílením hodinového signálu na samostatné lince.
Synchronní komunikace zajišťuje, že vysílání i přijímání signálu probíhá ve stejném čase, protože se řídí stejně jdoucími hodinami. Synchronní přenos umožňuje dosáhnou vyšší přenosové rychlosti než pomocí asynchronního sériového přenosu, kdy se mezi každým odeslaným bajtem ukončuje a opět zahajuje komunikace. 
Při synchronizaci přes datovou linku se vysílá určený řetězec znaků nebo bitů, podle kterých si přijímač seřizuje hodiny podle hodin vysílače (opravuje nepřesnost). Při použití samostatné linky pro hodiny se periodickými změnami stavu této linky řídí střídání času zapisování a času čtení, tedy vyslání signálu a jeho příjmu na datové lince.

## Znakově orientované protokoly
Nejstarší synchronní protokoly byly znakově orientované, u nichž byla synchronizace udržována přenosem posloupnosti znaků SYN (anglicky synchronnous idle) v době, kdy se po lince nepřenášejí data nebo transparentně v dlouhém bloku dat. Před každým přenosem se posílal určitý počet znaků SYN. K nejrozšířenějším znakově orientovaným synchronním protokolům patří BiSync (Binary Synchronous Communications) firmy IBM, dalšími příklady jsou Synchronous transmit-receive (STR) firmy IBM a Digital Data Communications Message Protocol (DDCMP) firmy Digital Equipment Corporation. Jiní výrobci počítačů často nabízeli podobné protokoly, které se od výše uvedených lišily malými detaily.

## Bitově orientované protokoly
Bitově orientované protokoly jsou synchronní protokoly, které pohlížejí na přenášená data jako na proud bitů bez jakékoli sémantiky nebo významu. Řídicí kódy nejsou definovány pomocí znaků, ale pomocí bitových posloupností. Synchronizace na nečinné lince je udržována přenosem předdefinovaných posloupností bitů.
Prvním vyvinutým bitově orientovaným protokolem byl protokol SDLC, který specifikuje, že stanice na nečinné lince vysílá posloupnost jedničkových bitů. Před přenosem datového rámce je nutné vyslat speciální bitovou posloupnost '01111110'b, nazývanou křídlová značka (anglicky flag). Protokol SDLC byl později převzat Mezinárodní organizací pro normalizaci (ISO) jako High-Level Data Link Control (HDLC) a organizací ANSI jako ADCCP (Advanced Data Communication Control Procedures).